# Пристрасност
Пристрасност (енгл. bias, неправилан изговор је биас или бијас) је став (или становиште) које може утицати на осећања, обично резултујући позитивним или негативним предрасудама о парцијалној групи, индивидуи, идеји или објекту. У истраживању, тенденција да резултати воде ка једном или другом правцу због непрописног узорка, погрешне употребе статистичких података или погрешног коришћења метода. Код тестирања личности означава склоност испитаника ка давању социјално пожељних одговора, односно његову искреност код одговарања на питања из упитника личности.